# Ogho-Oghene Egwero
Ogho-Oghene Omano Egwero (* 26. November 1988 in Egbo) ist ein nigerianischer Leichtathlet, der sich auf den Sprint spezialisiert hat.

## Sportliche Laufbahn
Erste internationale Erfahrungen sammelte Ogho-Oghene Egwero bei den Westafrikameisterschaften 2009 in Porto-Novo, bei denen er die Silbermedaille über 100 Meter gewann. Er qualifizierte sich auch für die Weltmeisterschaften in Berlin erreichte dort das Viertelfinale. 2010 gelangte er bei den Hallenweltmeisterschaften in Doha über 60 Meter ins Halbfinale und schied dort mit 6,68 s aus. Bei den Afrikameisterschaften in Nairobi wurde er Fünfter über 100 Meter und gewann die Silbermedaille mit der nigerianischen 4-mal-100-Meter-Staffel. Zudem scheiterte er über 200 Meter in der ersten Runde. Daraufhin nahm er an den Commonwealth Games in Neu-Delhi teil und schied dort über 100 Meter mit 10,31 s im Halbfinale aus. Mit der nigerianischen Stafette wurde er im Vorlauf disqualifiziert.
2011 nahm er an der Sommer-Universiade in Shenzhen teil und wurde dort im Finale mit 10,35 s Sechster und schied mit der Staffel in der ersten Runde aus. Bei den Weltmeisterschaften in Daegu scheiterte er über 100 Meter in der ersten Runde. Anschließend belegte er bei den Afrikaspielen in Maputo in 10,31 s den vierten Platz. 2012 wurde er bei den Afrikameisterschaften in Porto-Novo Siebter über 100 Meter und holte erneut Silber mit der nigerianischen 4-mal-100-Meter-Stafette. Bei den Olympischen Spielen in London kam er über 100 Meter ebenso wenig über den Vorlauf hinaus wie bei den Weltmeisterschaften 2013 in Moskau.
2014 nahm er mit der 4-mal-200-Meter-Staffel an den World Relays auf den Bahamas teil, schied dort aber bereits in der ersten Runde aus. Daraufhin erreichte er bei den Commonwealth Games in Glasgow über 100 Meter das Halbfinale und schied mit der Staffel in der ersten Runde aus. Bei den Afrikameisterschaften in Marrakesch wurde er über 100 Meter in 10,28 s Fünfter und siegte mit der nigerianischen 4-mal-100-Meter-Stafette, und beim Leichtathletik-Continentalcup in Marrakesch wurde er Dritter mit der afrikanischen 4-mal-100-Meter-Stafette.
2015 gewann er bei den Afrikaspielen in Brazzaville in 10,17 s die Silbermedaille und schied sowohl mit der 4-mal-100-Meter-Staffel, als auch mit der 4-mal-400-Meter-Staffel in der Vorrunde. 2016 qualifizierte er sich über 60 Meter für die Hallenweltmeisterschaften in Portland schied dort mit 6,75 s in der ersten Runde aus. Während der Freiluftsaison qualifizierte er sich erneut für die Olympischen Sommerspiele in Rio de Janeiro, bei denen er mit 10,37 s in der ersten Runde ausschied. 2018 erfolgte seine dritte Teilnahme an den Commonwealth Games im australischen Gold Coast und schied dort über 100 Meter mit 10,42 s im Halbfinale aus. Zudem wurde er mit der nigerianischen 4-mal-100-Meter-Staffel im Finale disqualifiziert. Anschließend schied er bei den Afrikameisterschaften in Asaba mit 10,45 s im Halbfinale aus und gewann mit der 4-mal-100-Meter-Staffel in 38,74 s die Silbermedaille hinter dem Team aus Südafrika. Im Jahr darauf nahm er erneut an den Afrikaspielen in Rabat teil und belegte dort über 200 Meter in 21,00 s den sechsten Platz und kam in der Staffel im Vorlauf zum Einsatz, die später im Finale die Silbermedaille gewann. Zuvor wurde er bei den IAAF World Relays 2019 in Yokohama mit der 4-mal-100-Meter-Staffel disqualifiziert und belegte mit der 4-mal-200-Meter-Staffel in 1:22,08 min den vierten Platz. In der Staffel erhielt er einen Startplatz für die Weltmeisterschaften in Doha, bei denen er im Vorlauf disqualifiziert wurde. 2022 schied er bei den Afrikameisterschaften in Port Louis mit 22,08 s im Vorlauf über 200 Meter aus und belegte mit der Staffel in 39,98 s den vierten Platz.
2011 und 2013 wurde Egwero nigerianischer Meister im 100-Meter-Lauf.

## Persönliche Bestzeiten
- 100 Meter: 10,06 s (+2,0 m/s), 12. September 2011 in Maputo
  - 60 Meter (Halle): 6,60 s, 11. Februar 2011 in Düsseldorf
- 200 Meter: 20,60 s (−0,2 m/s), 31. Juli 2015 in Warri